# Boloto Dikiy Nikor
Boloto Dikiy Nikor är ett träsk i Belarus. Det ligger i den västra delen av landet, 270 km sydväst om huvudstaden Minsk.
Omgivningarna runt Boloto Dikiy Nikor är en mosaik av jordbruksmark och naturlig växtlighet. Runt Boloto Dikiy Nikor är det ganska glesbefolkat, med 22 invånare per kvadratkilometer.